# Parafia św. Mikołaja w Hrubieszowie
Parafia Świętego Mikołaja w Hrubieszowie – parafia rzymskokatolicka w Hrubieszowie, w dekanacie Hrubieszów Południe.
Parafia została erygowana w 1400 i jest najstarszą w mieście. Jest prowadzona przez księży diecezjalnych. Mieści się przy ulicy 3 Maja.

## Zasięg parafii
Do parafii należą wierni z Hrubieszowa mieszkający przy ulicach: Antonówka, Basaja, Ceglanej, Ciesielczuka strona wsch., Czerwonego Krzyża, Dworcowej, Gęsiej, Górnej, Gródeckiej, Jatkowa, Joselewicza, Kilińskiego, Kolejowej, Kościelnej, Krasickiego, Kruczej, Leśmiana, Listopadowej, Ludnej, Łany, Łaziennej, Łąkowej, 3 Maja, Michałówka, Mickiewicza, Narutowicza, Nowej, Partyzantów, Piłsudskiego, Pobereżańska, Podzamcze, Polnej, Polna-Osiedle bloki nry: 1-25, Prostej, Rybnej, Rynek, Płk. Samary, Sokalskiej, Staszica, Plac Staszica, Szewskiej, Targowej, Teresówka, Wodnej, Plac Wolności, Wspólnej i Zamojskiej oraz z miejscowości: Alojzów (część) i Brodzica.

## Proboszczowie
- ks. Edward Kłopotek (1979–1992)
- ks. Marian Goral (1992–1993)
- ks. Kazimierz Gawlik (1993–2011)
- ks. Wiesław Oleszek (od 2011)